# SM U-81 (1916)
SM U-81 – niemiecki okręt podwodny typu U-81 zbudowany w Friedrich Krupp Germaniawerft w Kilonii w latach 1915-1916. Wodowany 24 czerwca 1916 roku, wszedł do służby w Cesarskiej Marynarce Wojennej 22 sierpnia 1916 roku. 18 października 1916 roku został przydzielony do IV Flotylli pod dowództwem kapitana Raimunda Weisbacha. U-81 w czasie czterech patroli zatopił 30 statków nieprzyjaciela o łącznej wyporności 88 483 GRT, oraz dwa statki uszkodził. 
Pierwszym celem U-81 był szwedzki parowiec „Douglas” (1 grudnia 1916) o wyporności 1177 GRT, statek płynął z Grmsby do Skien. Został zaatakowany około 120 mil od Lindesnes i zatopiony.
3 lutego 1917 roku U-29 zaatakował brytyjski statek „Port Adelaide” o wyporności 8181 GRT. Statek płynął z Londynu do Sydney. „Port Adelaide” zatonął około 180 mil na południowy zachód od Fastnet Rock.
8 lutego 1917 roku około 140 mil na południowy zachód od Fastnet Rock U-81 storpedował brytyjski pasażerski parowiec SS „Mantola”. W wyniku ataku statek zaczął tonąć i załoga opuściła go w szalupach. Jedna z nich przewróciła się, w wyniku czego utopiło się 7 członków załogi. 
1 maja 1917 roku w czasie kolejnego patrolu u południowych wybrzeży Irlandii U-81 najpierw uszkodził brytyjski parowiec „Dorie”, a następnie zatopił tankowiec „San Urbano” (6458 GRT), który płynął z Puerto Mexico do Londynu z ładunkiem nafty. Wkrótce po tym U-81 został namierzony i storpedowany przez brytyjski okręt podowdny HMS E54. Zginęło 24 członków załogi.